# Daniel Krumholz
Daniel Krumholz (* 7. Dezember 1948) ist ein österreichischer Diplomat. Er war der österreichische Botschafter in Guatemala (1995 bis 1999), Brasilien (1999 bis 2004) und Dänemark (2009 bis 2013).

## Leben
Daniel Krumholz promovierte 1971 zum Doctor iuris. Die Diplomatische Akademie Wien besuchte er von 1972 bis 1974. Von 1975 bis 1976 arbeitete er für die Wirtschaftskammer Österreichs, im Anschluss bis 1979 für die Außenhandelsstelle Österreichs in Caracas, Venezuela.
Er gilt als Kenner des Schriftstellers Stefan Zweig.
Daniel Krumholz ist verheiratet.

## Diplomatischer Werdegang
Dem österreichischen auswärtigen Dienst trat er 1980 bei. Seine Dienststationen umfassten Einsätze in der Botschaft in Brasília (1983 bis 1987), dem Generalkonsulat in New York (1987 bis 1990) und dem Außenministerium in Wien (1990 bis 1994 sowie 2005 bis 2009).
Seinen ersten Botschafterposten hatte Daniel Krumholz von 1995 bis 1999 als österreichischer Botschafter in der damaligen Botschaft in Guatemala mit Akkreditierung für Guatemala, Costa Rica, El Salvador, Honduras und Nicaragua. Von 1999 bis 2004 war er Botschafter in Brasilien. Von 2009 bis 2013 war er als Nachfolger von Erwin Kubesch, der Botschafter in Slowenien wurde, Botschafter in Dänemark, akkreditiert für Dänemark und Island. Sein Nachfolger in Dänemark war Ernst-Peter Brezovszky.

## Auszeichnungen
- 2012: Großkreuz des Dannebrogordens[3]